# Nokia 2700 Classic
Nokia 2700 – czterozakresowy telefon komórkowy produkowany przez firmę Nokia. Jest wyposażony w aparat fotograficzny, radio FM, technologię Bluetooth, obsługę multimediów, dostęp do poczty E-mail i mobilnego internetu (GPRS).

## Specyfikacja techniczna

### Najważniejsze cechy
- aparat fotograficzny 2 Mpix z możliwością nagrywania filmów w rozdzielczości 176x144
- wyświetlacz 320 x 240 pikseli w 262.144 kolorach
- radio FM radio
- Bluetooth 2.0, SMS, MMS, email, oraz Nokia Xpress Audio Messaging
- 32 MB pamięci wewnętrznej, slot kart pamięci microSD (do 2 GB)
- Quad Band GSM 850/900/1800/1900 (w Europie)
- Quad Band GSM 850/900/1800/1900 (w Ameryce Północnej)

### Możliwości multimedialne
- Odtwarzacz muzyki w wielu formatach (AMR, AMR-WB, MIDI, MXMF, MP3, AAC, MP4/M4A/3GP/3GA (AAC, AAC+, eAAC+, AMR, AMR-WB), X-Tone, WAV (PCM, a-law, mu-law, ADPCM), WMA (WMA9, WMA10)
- Odtwarzanie i nagrywanie filmów (174x144 w formacie 3GP)
- dyktafon

### Łączność
- Bluetooth 2.0
- USB
- GPRS
- przeglądarka internetowa Opera Mini

### Wiadomości
- poczta e-mail (z obsługą POP3, IMP4 i SMTP)
- Nokia Xpress Audio messaging
- SMS / MMS

### Zarządzanie energią
- Bateria: BL-5C
- Pojemność baterii: 1020 mAh
- Czas rozmów: do 7 godzin (GSM)
- Czas czuwania: do 360 godzin (GSM)

### Wymiary
- Masa: 85 g (z baterią)
- Długość: 109,2 mm
- Szerokość: 46 mm
- Grubość: 14 mm